# ジョン・トロス
"マニアック" ジョン・トロス（"Maniac" John Tolos、1930年9月18日 - 2009年5月28日）は、カナダ・オンタリオ州ハミルトン出身のプロレスラー。
ザ・ゴールデン・グリーク（The Golden Greek）の異名を持つギリシャ系カナダ人のヒールとして活躍した。
日本では、1971年にアントニオ猪木がユナイテッド・ナショナル・ヘビー級王座を奪取した相手として知られる。

## 来歴
デビュー時から兄のクリス・トロスとのタッグチームで活動し、1953年10月27日にアメリカ西海岸のサンフランシスコ地区にてラモンとエンリケのトーレス兄弟からNWA太平洋岸タッグ王座を奪取。ロサンゼルスでは同じカナダ出身のジン・キニスキーのパートナーに起用され、1954年10月13日にボボ・ブラジル&ウイルバー・スナイダーを破りNWAインターナショナルTVタッグ王座を獲得している。
以降、1950年代半ばから1960年代後半にかけて、10年以上に渡りクリスとの兄弟タッグで北米の主要テリトリーを転戦。カルガリー、トロント、バンクーバー、オハイオ、インディアナ、ノースカロライナ、デトロイト、フロリダなど各地のタッグタイトルを総なめにした。WWWFでは1963年にスカル・マーフィー&ブルート・バーナードと抗争し、ニューヨークのマディソン・スクエア・ガーデンでも対戦。同年12月28日にはニュージャージーにてゴリラ・モンスーン&キラー・コワルスキーからWWWF USタッグ王座を奪取している。カナダのウィニペグにおけるAWAの興行にも出場し、1967年8月10日と9月15日にラリー・ヘニング&ハーリー・レイスが保持していたAWA世界タッグ王座に連続挑戦した。翌1968年5月、単独で日本プロレスに初来日。サイクロン・ネグロと組んでジャイアント馬場&アントニオ猪木のBI砲とも対戦した。
1970年代よりクリスとのコンビを解消してシングルプレイヤーとなり、ロサンゼルスのNWAハリウッド・レスリングを主戦場に活動。1970年11月20日にパンテラ・ネグラを下し第3代のユナイテッド・ナショナル・ヘビー級王者となる。12月4日にレイ・メンドーサに敗れ王座から陥落するも、翌1971年2月に再び戴冠。同年3月26日、日本から遠征してきた猪木に敗れベルトを日本に流出させたが、6週間後の5月7日にはフレッド・ブラッシーを下し同地区のフラッグシップ・タイトルであるアメリカス・ヘビー級王座を獲得した。以後1976年にかけて、コワルスキー、ビクター・リベラ、パク・ソン、パンピロ・フィルポ、グレッグ・バレンタインらを破り、同王座を再三獲得。ミル・マスカラス、アーニー・ラッド、エドワード・カーペンティアとも王座を賭けた抗争を繰り広げ、大ヒールとしてLAのマット界に君臨した。
この間、1974年1月に新日本プロレスに来日。猪木との因縁の対決が話題を呼んだ（新日本には同年10月にも再来日）。WWWFのMSG定期戦にもヒールのゲストとして度々出場しており、1974年7月22日の定期戦ではブルーノ・サンマルチノのWWWFヘビー級王座に挑戦している。1975年にはフリッツ・フォン・エリックの主宰するテキサス州ダラスのNWAビッグタイム・レスリング（後のWCCW）に参戦して、アル・マドリルやピーター・メイビアを相手にテキサス・ヘビー級王座を巡る抗争を展開。1976年はバンクーバーのNWAオールスター・レスリングにて、キンジ渋谷やビッグ・ジョン・クインと太平洋岸ヘビー級王座を争った。
1977年から1978年にかけてはハワイのNWAミッドパシフィック・プロモーションズにてベビーフェイスとして活動。同地区の人気スターだったビリー・フランシスらと組み、ジェシー・ベンチュラ&スティーブ・ストロング、バディ・ローズ&ビッグ・ジョン・スタッドなどのチームとタッグ王座を争った。1979年3月には国際プロレスに来日し、3月26日に福島県原町市にてラッシャー木村のIWA世界ヘビー級王座に挑戦。帰米後の5月3日にはテキサスのアマリロ地区（前年までザ・ファンクスが主宰していたNWAウエスタン・ステーツ・スポーツ）にてミスター・サトーこと佐藤昭雄と組み、高千穂明久&リッキー・ロメロからウエスタン・ステーツ・タッグ王座を奪取している。
その後は古巣のロサンゼルスに戻り、1980年にウォルター・ジョンソン、1981年にクリス・アダムスを破りアメリカス・ヘビー級王座に返り咲いた。これが最後のタイトル戴冠となり、ロサンゼルスにおけるWWFの興行に単発出場していた1984年に正式に引退した。
引退後は1986年10月9日に両国国技館で行われた猪木対レオン・スピンクスの異種格闘技戦（『INOKI闘魂LIVEパート1』）にジャッジの1人として来日。アメリカでは久しくプロレスのビジネスから離れていたが、1990年にカリフォルニア州マリナ・デル・レイのUWF（ハーブ・エイブラハム主宰）にてカウボーイ・ボブ・オートンやカクタス・ジャックのマネージャーとして業界に復帰した。1991年にはミスター・パーフェクトのトレーナー兼マネージャーのコーチ（Coach）を名乗りWWFに登場している。1992年9月の最後の来日時にはFMWの3周年記念興行に出場、9月19日に横浜スタジアムにて、往年の宿敵コワルスキーとのエキシビション・マッチを行った。
晩年はロサンゼルスのウッドランドヒルズに居住し、心臓発作および脳梗塞との闘病生活を送っていた。2009年5月28日、腎不全により死去。78歳没。没後の2012年、NWA殿堂に迎えられた。

## 得意技
ダブル・ニー・ドロップ
両膝を揃えて落下するスタイルのニー・ドロップ。トロスがオリジナルとされる。キラー・カーンのフィニッシュ・ムーブとして知られる、

## 獲得タイトル
ワールド・ワイド・レスリング・フェデレーション
- WWWF USタッグ王座：1回（w / クリス・トロス）[7]

NWAロサンゼルス / NWAハリウッド・レスリング
- NWAインターナショナルTVタッグ王座：1回（w / ジン・キニスキー）[4]
- NWAユナイテッド・ナショナル・ヘビー級王座：2回[11]
- NWAアメリカス・ヘビー級王座：10回[12]
- NWAアメリカス・タッグ王座：6回（w / グレート小鹿×2、Louie Tillet、Rock Riddle、チャボ・ゲレロ、ジ・アサシン）[28]
- NWAビート・ザ・チャンプTV王座：3回[29]
- NWA太平洋岸ブラスナックル王座（ロサンゼルス版）：3回[30]

NWAオールスター・レスリング
- NWA太平洋岸ヘビー級王座：1回[18]
- NWA世界タッグ王座（バンクーバー版）：3回（w / トニー・ボーン、クリス・トロス×2）[31]
- NWAカナディアン・タッグ王座（バンクーバー版）：7回（w / トニー・ボーン×2、クリス・トロス×2、ブラック・テラー、ダッチ・サベージ、ドン・レオ・ジョナサン）[32]

NWAビッグタイム・レスリング
- NWAテキサス・ヘビー級王座：2回[17]
- NWAテキサス・タッグ王座：1回（w / デューク・ケオムカ）[33]

NWAサンフランシスコ
- NWA太平洋岸タッグ王座（サンフランシスコ版）：1回（w / クリス・トロス）[3]

スタンピード・レスリング
- NWAインターナショナル・タッグ王座（カルガリー版）：1回（w / クリス・トロス）[5]

メープル・リーフ・レスリング
- NWAインターナショナル・タッグ王座（トロント版）：3回（w / クリス・トロス）[34]

ミッドアトランティック・チャンピオンシップ・レスリング
- NWA南部タッグ王座（ミッドアトランティック版）：1回（w / クリス・トロス）[35]

チャンピオンシップ・レスリング・フロム・フロリダ
- NWA世界タッグ王座（フロリダ版）：1回（w / クリス・トロス）[36]

NWAデトロイト
- NWA世界タッグ王座（デトロイト版）：1回（w / クリス・トロス）[37]

NWAミッドパシフィック・プロモーションズ
- NWA北米ヘビー級王座（ハワイ版）：1回[38]
- NWAハワイ・ヘビー級王座：1回[39]
- NWAハワイ・タッグ王座：2回（w / ビル・フランシス、スティーブ・ストロング）[19]

NWAウエスタン・ステーツ・スポーツ
- NWAウエスタン・ステーツ・タッグ王座：1回（w / ミスター・サトー）[22]

ナショナル・レスリング・アライアンス
- NWA殿堂：2012年[27]